# Saltos ornamentais nos Jogos Pan-Americanos de 1955
As competições de saltos ornamentais nos Jogos Pan-Americanos de 1955 foram realizadas na Cidade do México, México. Esta foi a segunda edição do esporte nos Jogos Pan-Americanos.

## Masculino

### Trampolim de 3 metros
| POSIÇÃO | ATLETA                |
| ------- | --------------------- |
|         | Joaquín Capilla (MEX) |
|         | Arthur Coffey (USA)   |
|         | Bob Clotworthy (USA)  |

### Plataforma de 10 metros
| POSIÇÃO | ATLETA                |
| ------- | --------------------- |
|         | Joaquín Capilla (MEX) |
|         | Bob Clotworthy (USA)  |
|         | Gary Tobian (USA)     |

## Feminino

### Trampolim de 3 metros
| POSIÇÃO | ATLETA               |
| ------- | -------------------- |
|         | Pat McCormick (USA)  |
|         | Jeanne Stunyo (USA)  |
|         | Emily Houghton (USA) |

### Plataforma de 10 metros
| POSIÇÃO | ATLETA                  |
| ------- | ----------------------- |
|         | Pat McCormick (USA)     |
|         | Juno Stover-Irwin (USA) |
|         | Margarita Pesado (MEX)  |

## Quadro de medalhas
| Posição | Nação              |   |   |   | Total |
| ------- | ------------------ | - | - | - | ----- |
| 1       | USA Estados Unidos | 2 | 4 | 3 | 9     |
| 2       | MEX México         | 2 | 0 | 1 | 3     |
| Total   | Total              | 4 | 4 | 4 | 12    |